# Holophaea cardinalis
Holophaea cardinalis là một loài bướm đêm thuộc phân họ Arctiinae, họ Erebidae.